# Мери и Макс
Мери и Макс (енгл. Mary and Max) је аустралијски црно-бели анимирани филм сценаристе и режисера Адама Елиота из 2009. године.
Радња прати несвакидашње пријатељство између осмогодишње Мери из Мелбурна и средовечног Њујорчанина Макса који се годинама дописују и деле сопствена искуства и страхове, мада се никада нису упознали и на први поглед немају много тога заједничког. Гласове позајмљују Тони Колет и Филип Симор Хофман, а наратор филма је Бари Хамфриз.
Упркос слабој заради на биоскопским благајнама, филм је наишао на позитиван пријем код критичара и налази се на листи 250 најбољих филмова сајта IMDb.

## Улоге
| Глумац             | Улога                 |
| ------------------ | --------------------- |
| Бари Хамфриз       | Наратор               |
| Тони Колет         | Мери Дејзи Динкл      |
| Бетани Витомор     | млађа Мери            |
| Филип Симор Хофман | Макс Џери Хоровиц     |
| Ерик Бана          | Дејмијиан Поподопулос |
| Рене Гејер         | Вера Лорејн Динкл     |